# ألوين جونز
ألوين جونز (بالإنجليزية: Alwyn Jones) هو منافس ألعاب قوى أسترالي، ولد في 28 فبراير 1985.

## وصلات خارجية
- ألوين جونز على موقع الاتحاد الدولي لألعاب القوى (الإنجليزية)
- ألوين جونز على موقع النتائج التاريخية لألعاب القوى الأسترالية (الإنجليزية)